# Feuerwehrabgabe
Die Feuerwehrabgabe oder Feuerschutzabgabe war eine Kommunalabgabe, die männliche Erwachsene in einigen deutschen Bundesländern zu zahlen hatten, wenn sie keinen Dienst in einer Freiwilligen Feuerwehr verrichteten. Erhoben wurde diese Abgabe vor allem in Bayern und Baden-Württemberg sowie in Thüringen und Sachsen. Städte mit einer Berufsfeuerwehr durften die Abgabe nicht erheben.
Im Juli 1994 entschied der Europäische Gerichtshof für Menschenrechte (EGMR), dass die Erhebung der baden-württembergischen Feuerwehrabgabe Art. 14 (allgemeines Diskriminierungsverbot) in Verbindung mit Art. 4 Abs. 3 Buchstabe d (Verbot der Zwangs- oder Pflichtarbeit) der Europäischen Menschenrechtskonvention (EMRK) verletzt. Eine Ungleichbehandlung aufgrund des Geschlechts sei nicht zu rechtfertigen.
Nach Erlass des Urteils wurde ein Wegbrechen einer der wesentlichen Säulen der Finanzierung der Freiwilligen Feuerwehren befürchtet. Das Bundesverfassungsgericht hat die bayerische Feuerschutzabgabe und baden-württembergische Feuerwehrabgabe mit Urteil vom 24. Januar 1995 für verfassungswidrig erklärt. Die Feuerwehrabgabe verstoße gegen den Grundsatz der Gleichbehandlung von Mann und Frau. Zudem liege die Brandbekämpfung im Interesse der Allgemeinheit, wofür nur allgemeine Steuern heranzuziehen seien.

## Geschichte
Bereits in früherer Zeit gab es für Bewohner von Ortschaften Handhabungen der zwangsweisen finanziellen Beteiligung zur Sicherstellung des Brandschutzes in Form von Auflagen. Anordnungen unter Pfalzgraf Karl IV. aus dem Jahr 1772 dienten der Verhütung eines Brandes und der Bevorratung und Benutzung von Löscheimern. Streng wurde darauf geachtet, dass jeder Hauswirt stets einen mit Wasser gefüllten Zuber bereitstehen und einen mit Namen versehenen ledernen Feuereimer greifbar hatte. Die jeweilige Gemeinde musste eine bestimmte Anzahl von Eimern vorrätig halten. Es durfte kein Einwohner heiraten oder als Untertan angenommen werden, der nicht den Gemeindeeimern einen neuen, mit Jahreszahl und Namen versehenen zugeliefert hatte.